# Federazione delle Colonie Libere Italiane in Svizzera
Die Federazione delle Colonie Libere Italiane in Svizzera (FCLIS) ist eine 1943 von italienischen Einwanderern in der Schweiz gegründete Migrantenorganisation. Sie ist in Form eines Vereins organisiert und hat ihren Sitz in Zürich. Gemäss Statut ist der Verein unabhängig, überparteilich und überkonfessionell.

## Zweck
Der Verein bezweckt „die allgemeinen Interessen der eingewanderten ArbeitnehmerInnen in der Schweiz zu wahren; soziale, kulturelle und der Unterhaltung dienende Aktivitäten der Colonie Libere Italiane (CLI) und der angeschlossenen Vereine zu koordinieren; Initiativen zu Gunsten einer wirkungsvollen und aufrichtigen Zusammenarbeit zwischen den CLI, den angeschlossenen Vereinen und den italienischen und schweizerischen Behörden und der schweizerischen Bevölkerung zu fördern und zu unterstützen.“

## Geschichte

### Gründungszeit
Die erste Colonia Libera Italiana entstand 1925 in Genf auf Initiative von aus Italien geflüchteten Antifaschisten. Der Zusatz „Libera“ („freie“) wurde gewählt, um die Opposition zu Mussolinis faschistischem Regime, die ihre Macht auch auf italienische Emigrantenorganisationen im Ausland auszuweiten versuchte, zu unterstreichen. Später entstanden in verschiedenen Schweizer Ortschaften weitere freie Kolonien, insbesondere nach dem 23. Juli 1943, der das Ende des faschistischen Regimes in Italien besiegelte. 
Am 21. November 1943 trafen sich Vertreter von zehn freien Kolonien und gründeten eine nationale Vereinigung mit dem Zweck, die Aktivitäten der italienischen Immigranten zu koordinieren und zu verbinden und so eine aktive Rolle im Antifaschismus einzunehmen, den Flüchtlingen in der Schweiz zu helfen sowie den Widerstandskampf in Italien zu unterstützen. Unter den Vereinsmitgliedern befand sich unter anderem Fernando Schiavetti, der später an der Ausarbeitung der italienischen Verfassung mitwirkte und in den Senat der neu gegründeten italienischen Republik gewählt wurde. 

### Nachkriegszeit
Die Nachkriegszeit löste in Italien eine weitere, diesmal wirtschaftlich getriebene, Auswanderungswelle aus. Von den nach Ende des Zweiten Weltkrieges bis 1976 insgesamt rund siebeneinhalb Millionen ausgewanderten Italienern entfielen mehr als zwei Millionen auf die Schweiz. Mit den veränderten politischen und wirtschaftlichen Verhältnissen bewegte sich der Schwerpunkt der Emigrantenorganisationen mehr auf soziale, sozialpolitische und wirtschaftliche Themen. In dieser Zeit entwickelten sich die Colonie Libere Italiane mit 120 Lokalsektionen und 20'000 Mitgliedern zur wichtigsten Arbeiterbewegung italienischer Einwanderer und damit auch zur grössten nationalen Ausländerorganisation in der Schweiz. Das Wirken der FCLIS war unter anderem vom damaligen innenpolitischen Thema der „Überfremdung“ der Schweiz durch die Masseneinwanderung in der Zeit der damaligen Hochkonjunktur, die unter anderem zur Schwarzenbach-Initiative führte, geprägt. Zu den wichtigsten sozialpolitischen Zielen der Colonie Libere zählten unter anderem, die Möglichkeit der Zusammenführung von Familien, die Abschaffung des Saisonnierstatutes sowie das Recht auf Mitwirkung am politischen Leben in der Schweiz.
Die Arbeit der Vereinigung führte zur Gründung verschiedener Strukturen für die italienische Bevölkerung in der Schweiz, unter anderem der ECAP im Bildungsbereich und der INCA im Vorsorgebereich. Weitere grundlegende Aktivitäten betrafen die Integration der Kinder italienischer Immigranten in das Schweizer Schulsystem sowie die Verbesserung bilateraler Verträge in Bezug auf das Gesundheits-, Sozial- und Vorsorgewesen. Ebenfalls leistete die Vereinigung der Colonie Libere Italiane wichtige Arbeit im Kulturbereich mit der Pflege der „Italianità“ in der Schule und in der Freizeit, unter anderem mit Festen, Veranstaltungen, Konferenzen sowie Film- und Theater- sowie musikalische Aufführungen. Darüber hinaus publizierte die FCLIS eine eigene Zeitung, Monografien und Bücher.

### Neuere Entwicklung
Mit der zunehmenden Integration der italienischen Bevölkerung, die in manchen Bereichen einen wesentlichen Einfluss auf das Leben in der Schweiz nahm, änderten sich auch auf die Bedürfnisse der italienischen Bevölkerung in der Schweiz. Heute leben in der Schweiz laut offizieller Statistik des AIRE 500'565 italienische Staatsbürger, ein Teil davon haben auch das Schweizer Bürgerrecht angenommen und sind italienisch-schweizerische Doppelbürger, was sich in der vom Bundesamt für Statistik mit rund 295'000 angegebene Zahl der nur italienischen Staatsbürger widerspiegelt. Darüber hinaus haben zahlreiche Schweizer italienische Vorfahren bzw. ihre italienische Staatsbürgerschaft ganz zu Gunsten der Schweizerischen abgegeben. Zahlreiche italienische Immigranten, insbesondere beim Erreichen des Rentenalters, sind zudem wieder in ihr Heimatland zurückgekehrt.
In diesem veränderten Umfeld ist die FCLIS heute nicht mehr nur eine Vereinigung im Dienste italienischer Einwanderer, sondern setzt sich unter anderem für deren Nachfahren auch für die Erhaltung der italienischen Kultur und der Verbindung zu ihrem Ursprungsland ein. Ebenfalls setzt sich die FCLIS für Anliegen italienischer und italienischstämmiger Frauen und Mütter ein. Einen wichtigen Platz nimmt auch die Begleitung der mittlerweile älter gewordene Generation italienischer Einwanderer in verschiedensten Belangen.
Insgesamt zählt die Vereinigung mehr als 50 Lokalsektionen.